# Gorgona
Gorgona (starogrško Γοργών/Γοργώ Gorgon/Gorgo) je v grški mitologiji krvoločna pošast, ženska z ostrimi čekani ter živimi, strupenimi kačami namesto las. V nekaterih mitih gorgone vsakega, ki jih pogleda v oči, spremenijo v kamen.

## Izvor
Gorgone so bile hčere morskega boga Forkisa in Keto, dom pa so imele na najbolj oddaljeni strani zahodnega oceana, po kasnejših virih v Libiji. Samo Meduza je bila smrtna.

## Opis
Homer govori samo o eni Gorgoni, katere glava je bila na sredi Zevsovega ščita, kot tudi kot divjo in hkrati ogabno.
Heziod omenja tri Gorgone: Stena in Evriala, ki sta bili menda vedno grozni na pogled, namesto las sta imeli kače, zobe kot merjaščevi čekani, sploščen nos in bronasta krila, in Meduza, ki je bila lepa, dokler je ni iznakazila Atena za kazen, ker je v njenem svetišču zapeljala Pozejdona.

## Kult
V Stari Grčiji je bil Gorgoneion prikaz (risba, kamnita glava, gravura, slika) Gorgoninega obraza, pogosto z razmršenimi kačami in jezikom, ki gleda ven med čekani. Uporabljali so jo kot simbol ali amulet, pritrjen na vratih, zidovih, kovancih, ščitih, prsobranih in nadgrobnih spomenikih, da bi preganjala zlo. Marija Gimbutas verjame, da je prototip Gorgoniona v neolitskih umetniških motivih, posebej v antropomorfiziranih vazah in terakota maskah obloženih z zlatom. Velike oči so bile božanske oči, a jih je imela tudi Atena in njena sveta ptica - sova. Predstavljane so bile s spiralami, koncentričnimi krogi in podobno. Kače so simboli pomirjanja in povečevanja. Včasih imajo Gorgoneia, gorgonioni ptičja stopala ali čebelja krila, simbola regeneracije, štrleč jezik pa je simbol smrti.